# Solventjärnarna (Sorsele socken, Lappland, 726424-158681)
Solventjärnarna är en sjö i Sorsele kommun i Lappland och ingår i Umeälvens huvudavrinningsområde.